# Cristoforo Caselli
Pour les articles homonymes, voir Caselli.
Cristoforo Caselli ( également connu sous le nom de Da Caselli, il Temporello ou Cristofaro Castelli) né en 1460 à Parme, mort le 25 juin 1521) est un peintre italien de la haute Renaissance actif  à la fin du XVe et au début du XVIe siècle.

## Biographie
Cristoforo Caselli était un élève de Filippo Mazzola. Il a commencé sa carrière entre 1489 et 1492 comme ouvrier à Venise, où il peint, en 1495, l'autel de la sacristie de Santa Maria della Salute. Le Musée de Parme contient une Vierge à l'Enfant, les saints Jean-Baptiste et Jérôme (avant 1489).  
En 1496, il devient maître dans l'art à Parme, et peint en 1499, l'Éternité et une Vierge à l'Enfant entre les saints Hilaire et Jean-Baptiste, qui se trouve dans la Sala del Consorzio de la ville. La même année il exécute l'Adoration des mages à San Giovanni Evangelista. En 1507 il termine le monochrome du Christ mort dans la cathédrale.

## Œuvres
- Vierge à l'Enfant et Saint Jean-Baptiste et Jérôme  (musée de Parme).
- Éternité et Vierge à l'Enfant entre Saint Hilaire et Jean-Baptiste (Sala del consorzio de Parme).
- Adoration des Mages, (San Giovanni Evangelista).
- Christ mort, (cathédrale)